# Comuna Călărași, Cluj
Călărași, colocvial Hărăstaș, alternativ Hărastăș, (în maghiară Harasztos, în germană Wahldorf)), este o comună în județul Cluj, Transilvania, România, formată din satele Bogata, Călărași (reședința) și Călărași-Gară.
Pe Harta Iosefină a Transilvaniei din 1769-1773 (Sectio 125) apare sub numele de Harasztos.

## Date geografice
Comuna este situată în vestul Podișului Transilvaniei, pe râul Grindu.
Altitudinea medie: 367 m.

## Demografie
Componența etnică a comunei Călărași
     Români (65,8%)
     Maghiari (23,53%)
     Alte etnii (1,06%)
     Necunoscută (9,61%)
Componența confesională a comunei Călărași
     Ortodocși (60,01%)
     Reformați (18,85%)
     Penticostali (3,29%)
     Romano-catolici (2,28%)
     Unitarieni (1,27%)
     Alte religii (4,3%)
     Necunoscută (9,98%)
Conform recensământului efectuat în 2021, populația comunei Călărași se ridică la 1.883 de locuitori, în scădere față de recensământul anterior din 2011, când fuseseră înregistrați 2.021 de locuitori. Majoritatea locuitorilor sunt români (65,8%), cu o minoritate de maghiari (23,53%), iar pentru 9,61% nu se cunoaște apartenența etnică. Din punct de vedere confesional, majoritatea locuitorilor sunt ortodocși (60,01%), cu minorități de reformați (18,85%), penticostali (3,29%), romano-catolici (2,28%), unitarieni (1,27%) și altele (1,22%), iar pentru 9,98% nu se cunoaște apartenența confesională.

## Politică și administrație
Comuna Călărași este administrată de un primar și un consiliu local compus din 11 consilieri. Primarul, Ioan Vasile Racolța[*], de la Partidul Național Liberal, este în funcție din octombrie 2020. Începând cu alegerile locale din 2024, consiliul local are următoarea componență pe partide politice:
|  | Partid                                 | Consilieri | Componența Consiliului | Componența Consiliului | Componența Consiliului | Componența Consiliului | Componența Consiliului |
|  | -------------------------------------- | ---------- | ---------------------- | ---------------------- | ---------------------- | ---------------------- | ---------------------- |
|  | Partidul Național Liberal              | 5          |                        |                        |                        |                        |                        |
|  | Alianța pentru Unirea Românilor        | 3          |                        |                        |                        |                        |                        |
|  | Uniunea Democrată Maghiară din România | 2          |                        |                        |                        |                        |                        |
|  | Partidul Social Democrat               | 1          |                        |                        |                        |                        |                        |

### Evoluție istorică
Comparativ, în anul 1930 au fost înregistrați 1.874 locuitori, dintre care 1.204 maghiari, 586 români, 76 țigani și 8 evrei. Sub aspect confesional populația era alcătuită din 997 reformați, 381 ortodocși, 277 romano-catolici, 183 greco-catolici ș.a.
De-a lungul timpului populația comunei a evoluat astfel:
Călărași, Cluj - evoluția demografică

|  | Graficele sunt indisponibile din cauza unor probleme tehnice. Mai multe informații se găsesc la Phabricator și la wiki-ul MediaWiki. |

Date: Recensăminte sau birourile de statistică - grafică realizată de Wikipedia

## Istoric
Așezarea romană din punctul “Bogata” este înscrisă pe lista monumentelor istorice din județul Cluj, elaborată de Ministerul Culturii și Patrimoniului Național din România în anul 2010 cu codul CJ-I-s-A-06991.
Satul Călărași apare menționat documentar din 1291, situat la est de actuala localizare a localității.
Aici a existat un castel fortificat, distrus de-a lungul timpului, împreună cu localitatea inițială. Satul a fost ulterior reclădit pe actualul amplasament.
Până în anul 1876 a aparținut Scaunului Secuiesc al Arieșului, iar în perioada interbelică a făcut parte din județul Turda.

## Lăcașuri de cult
- Biserica Reformată-Calvină, din secolul al XVI-lea.
- Vechea biserică de lemn din Ghiriș-Arieș (Câmpia Turzii), a fost vândută în 1912 parohiei greco-catolice din Călărași (pe atunci Hărastăș), fiind demontată, transportată și reasamblată în cimitirul de aici, unde se găsește și astăzi.

## Personalități
- László Murádin, filolog (n. 1930)
- Enikő Nagy, pictoriță stabilită în Cluj (n. 1935)
- Jenő Murádin, istoric de artă (n. 1937)

## Galerie de imagini

Comuna Călărași (Cluj) și satele componente
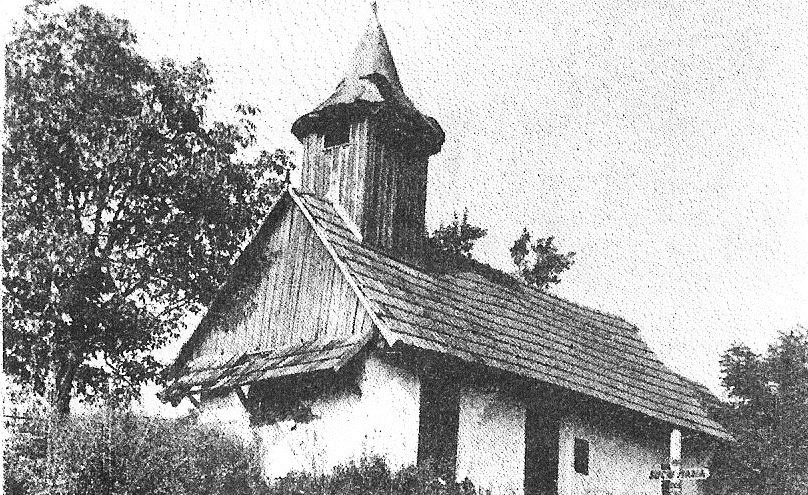
Biserica Greco-Catolică de lemn din Călărași, adusă aici de la Câmpia Turzii in 1912
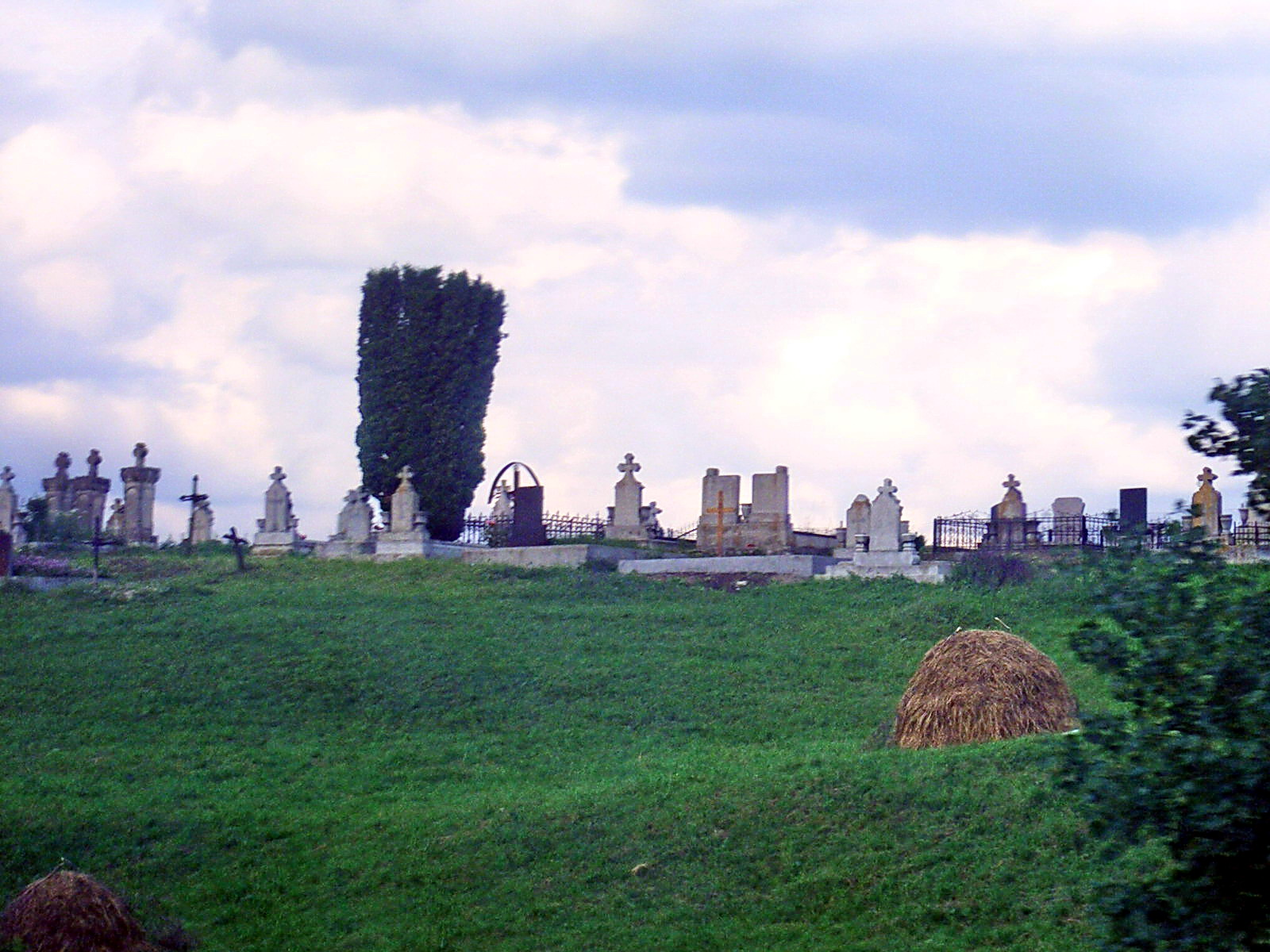
Cimitirul din Călăraşi